# Nobilitas
Nobilitas was de naam van een Oud-Romeinse politieke klasse.
In de Romeinse republiek was Nobiles de eretitel voor families wier voorvaderen hoge functies in de magistratuur hadden bekleed. Zij vormden een beambten-adel, die angstvallig waakte over het behoud van zijn voorrechten en met tegenzin en misprijzen zijn kring zag uitbreiden met een homo novus (een nieuwe man, de misprijzende benaming voor een Romeins burger die als eerste in zijn familie een bestuurlijke topfunctie had bekleed, bijvoorbeeld Cato of Cicero)
Na 367 voor Christus kwamen de magistraturen open te staan voor rijke plebejers en ontstond een nieuwe ambtsadel. Rijke plebejische families vormden samen met de belangrijkste patricische geslachten een kleine kern van rijke regentenfamilies die de praetoren en de consuls leverden (voorheen werden deze alleen geleverd uit de tak van patriciërs).
Doordat de nobiles veel cliënten hadden, beheersten zij ook de volksvergaderingen en hadden zij dus in feite de touwtjes in handen.